# Ranunculus recurvatus
Ranunculus recurvatus är en ranunkelväxtart som beskrevs av Jean Louis Marie Poiret. Ranunculus recurvatus ingår i släktet ranunkler, och familjen ranunkelväxter. Utöver nominatformen finns också underarten R. r. tropicus.

## Bildgalleri

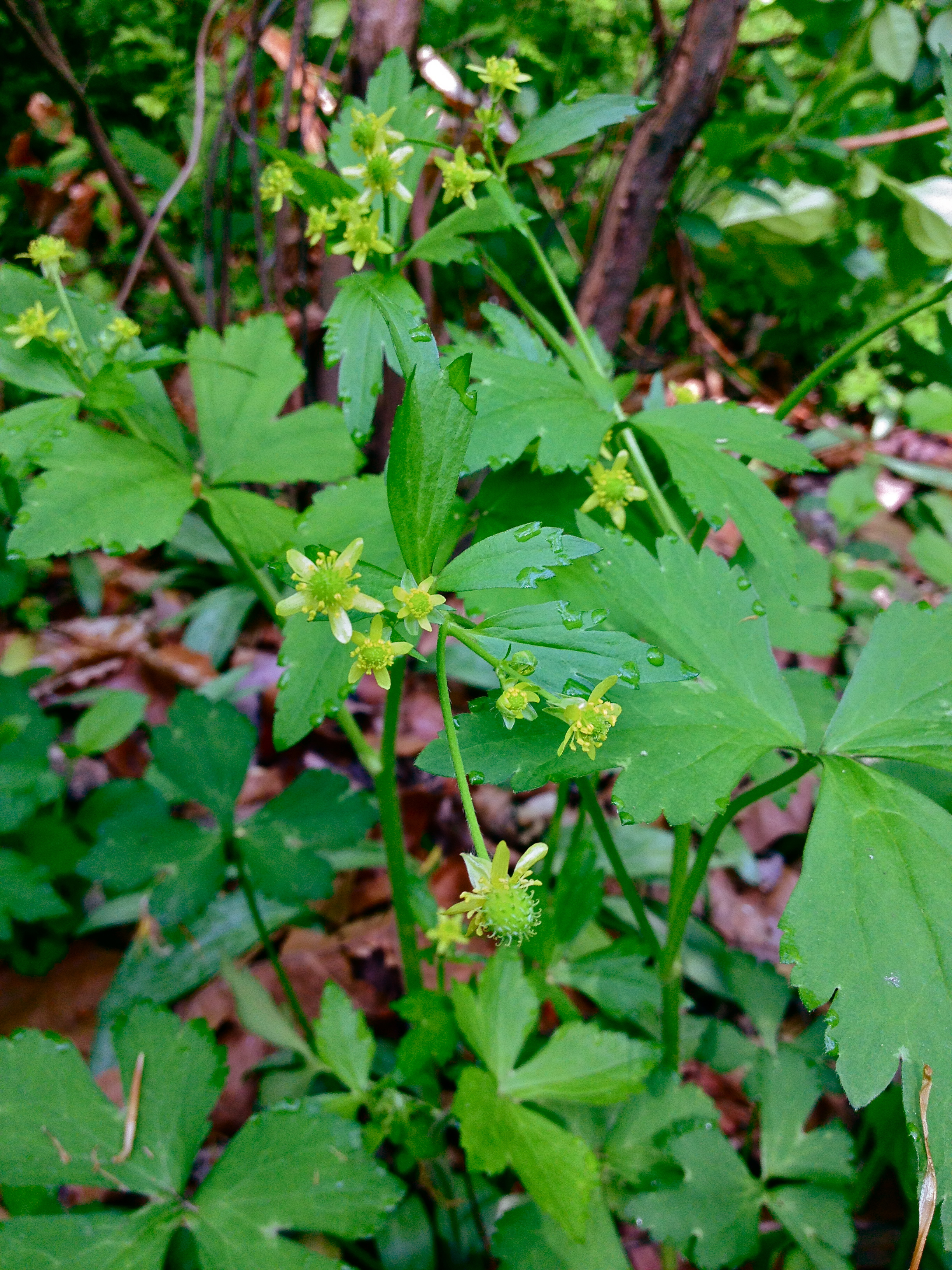
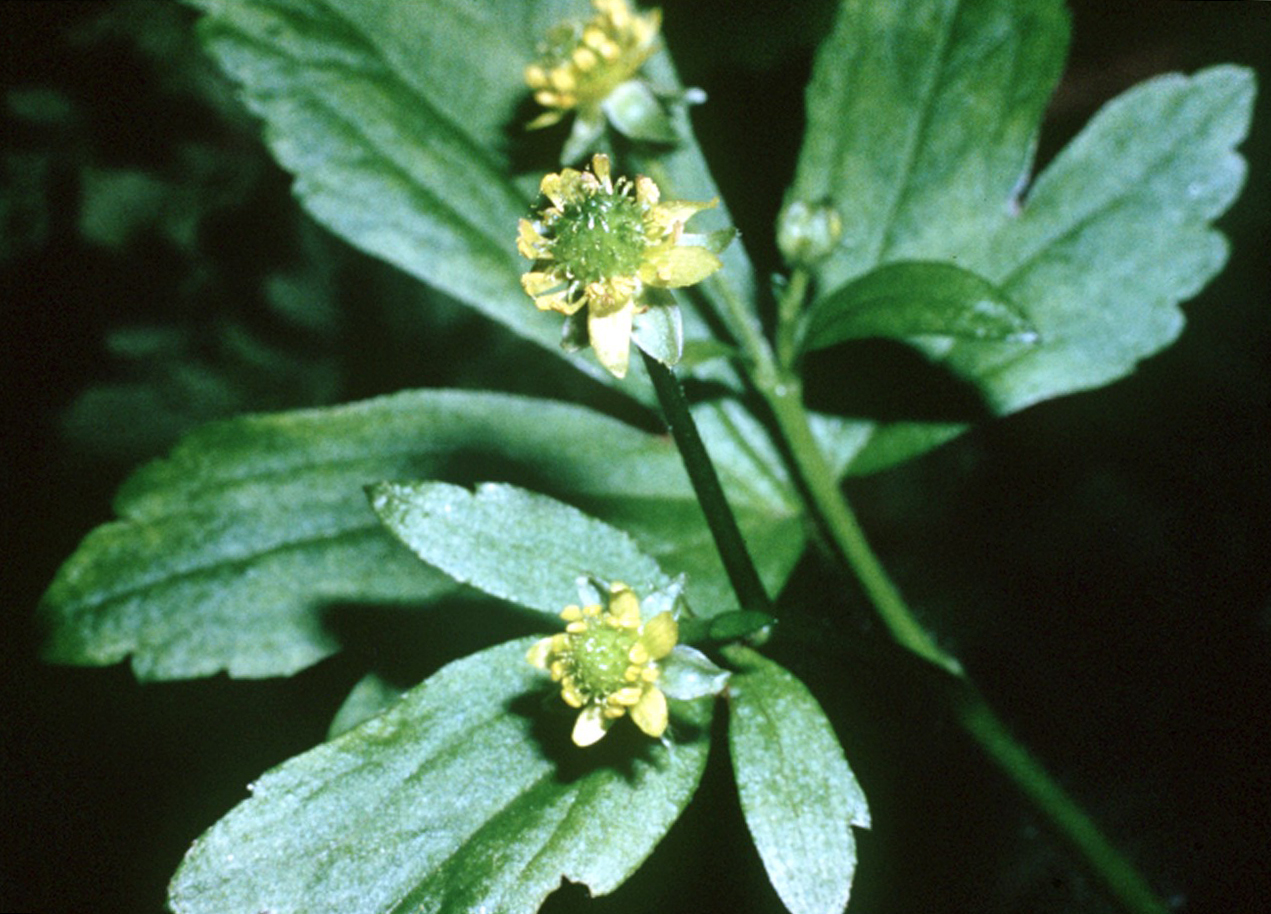
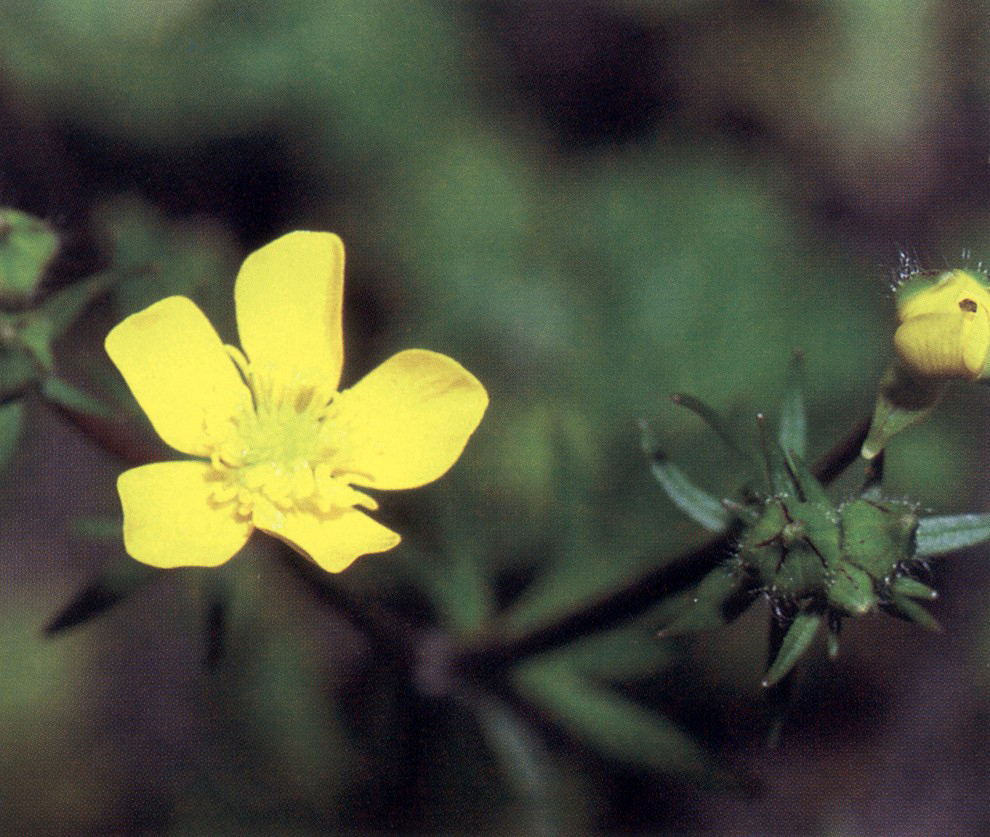